# Maui-akepa
Maui-akepa (Loxops ochraceus) är en utdöd fågel i familjen finkar med tidigare utbredning på den hawaiianska ön Maui.

## Utseende
Maui-akepan var en liten (10 cm) finkliknande fågel med konisk men osymmetriska näbbar vars spetsar är korsade. Fjäderdräkten skilde sig mellan könen, med två färgformer dessutom hos hanen. En del av hanarna var bjärt rödorange med mörkbruna handpennor, armpennor, vingtäckare och stjärtpennor kantade i rödorange. Andra hade senapsgult i dräkten i stället för rödorange. Ungefär en tiondel av hanarna var av en mellanform. Honan var färglöst grågrön, mörkare ovan och ljusare under, med en gul fläck på strupen. Ungfåglarna liknade honan, men saknade gul strupfläck. Alla former hade ljusgrå näbb, svarta ben och mörka irisar.

## Utbredning och systematik
Fågeln förekom i bergsbelägna ohia- och koaskogar på Maui. Maui-akepa betraktades länge som en underart till L. coccineus men urskiljs numera allmänt som egen art. 

### Familjetillhörighet
Arten tillhör en grupp med fåglar som kallas hawaiifinkar. Länge behandlades de som en egen familj. Genetiska studier visar dock att de trots ibland mycket avvikande utseende är en del av familjen finkar, närmast släkt med rosenfinkarna. Arternas ibland avvikande morfologi är en anpassning till olika ekologiska nischer i Hawaiiöarna, där andra småfåglar i stort sett saknas helt.

## Status
Sedan 2024 kategoriserar IUCN arten som utdöd. Det senaste bekräftade fyndet var av två individer 1988, med obekräftade läten hörda 1994 och 1995.